# Olhão
Olhão (o'ʎɐ̃ũ) è un comune portoghese di 45 396 abitanti situato nel distretto di Faro.
È un porto di pesca sull'Oceano Atlantico e città dell'Algarve di aspetto moresco in un posto dove affiorano dei lunghi banchi di sabbia trasformati in spiagge e raggiungibili in barca.
Fu costruita da pescatori provenienti da Tavira e da Aveiro nel XVII secolo.
Caratteristico il quartiere del porto costituito da case basse tinte di bianco squadrate e addossate fra loro che la fanno assomigliare alle città della costa nordafricana con le quali ha sempre intrattenuto dei rapporti commerciali. L'attività economica principale è la pesca che rifornisce il mercato del pesce e il tonno e le acciughe per l'industria conserviera locale, tonno sott'olio e acciughe sotto sale. La "Igreja Matrix de Nossa Senhora de Rosario" fu costruita nel XVII secolo grazie alle offerte dei pescatori è poi stata ampliata nel XIX e la "Capela de Nossa Senhora dos Aflitos", dove si riunivano le donne a pregare per i loro uomini lontani a pescare nei giorni di tempesta, sono i due monumenti locali da notare.
Nelle vicinanze: Tavira, Faro, Luz con le belle case di forma tradizionale caratteristiche per gli alti comignoli in terracotta, che ha avuto negli ultimi tempi un rapido sviluppo turistico, Estoi con le vicine "Ruinas de Milreu" resti di un antico insediamento romano e il Parque Natural da Ria Formosa).

## Storia
Anche se il territorio in cui attualmente sorge il concelho (provincia) di Olhão ebbe presenza attestata di abitanti almeno dal Neolitico, la concentrazione di popolazione che si installo in quello che ora è il quartiere Barreta risale agli inizi del XVII secolo. La spiaggia di Olham o la località di Olham (come poi è stato scritto) aveva buone ragioni per trattenere la gente: acqua potabile abbondante (aveva uno specchio d'acqua talmente vasto da dare il nome al sito: Olhão) e una entrata del porto aperta verso la oceano, che ha facilitato la vita dei pescatori, e permetteva loro di sfuggire alle autorità fiscali senza passare attraverso i controlli di Faro. In realtà, si afferma in un testo del Collegio Episcopale della Cattedrale di Faro, datata 1654, che "si devono bruciare le capanne di Olhão, come si è tentato tante volte, al fine di evitare tante rapine come quelle perpetrate da quelli, e come è stato ben sperimentato, poiché sono situati vicini all'entrata del porto, e chi ci vive sono uomini del mare e i primi ad avvistare le navi mercantili che entrano e gli amici dei commercianti a cui arrivano le commissioni, abbandonano le fattorie e rubano il denaro della Real Fazenda de Vossa Majestade (in Carlos Pereira Calixto, Note sulla storia delle fortificazioni della Piazza di Faro, pp. 220–221).
Forse soprattutto per questo motivo, aggravato dagli attacchi dei pirati marocchini che hanno osato passare la Barra Grande, nello stesso anno 1654 ha inizio la costruire la fortezza di Isola di San Lorenzo, accanto alla Barra Grande di Olhão. A causa del costante movimento del suolo delle dune furono necessarie le riparazioni successive e i restauri degli edifici. Nel mentre, nella metà del XVII secolo, era stata costruita in Olhão la Igreja de Nossa Senhora da Soledade.
Nel 1695, principalmente a causa della crescita della popolazione, la località di Olhão ha raggiunto lo status di freguesia(comune), separandosi quindi da Quelfes, ma appartenendo ancora, però, alla circoscrizione di Faro. Nonostante l'aristocrazia della città di quest'ultima cerchi di prevenire lo sviluppo di Olhão, i pescatori pregarono D. Maria I di consentire loro di sostituire le loro umili abitazioni con case in mattoni, vantaggio che viene a loro riconosciuto nel 1715, attraverso un regio decreto. Nel frattempo, tre anni dopo l'istituzione della freguesia, si autorizzò la costruzione di una seconda casa di culto, di proporzioni più grandi, la Chiesa della Madonna del Rosario, che da allora è stata la Igreja Matriz de Olhão . Questa chiesa fu inaugurata nel 1715, e sebbene fosse una delle più grandi in Algarve, era piccola per ospitare i circa 1 200 abitanti del luogo. Infatti, si stima che il tasso di natalità Olhão stato in quel momento superiore al 50%.

## Società

### Evoluzione demografica
| 1849  | 1900  | 1930  | 1960  | 1981  | 1991  | 2001  | 2004  |
| 11934 | 24276 | 27664 | 30871 | 34573 | 36812 | 40808 | 42272 |

## Freguesias
- Fuseta
- Moncarapacho
- Olhão
- Pechão
- Quelfes

## Sport

### Calcio
La squadra principale della città è lo Sporting Clube Olhanense.